# Natalie Wynn
Natalie Wynn, född 21 oktober 1988 i Arlington County, Virginia, är en amerikansk youtubare och videoessäist, verksam under kanalnamnet Contrapoints. Wynn började publicera videor på Youtube efter att hon år 2015 avbrutit sina doktorandstudier i filosofi vid Northwestern University i Illinois. Wynns videoessäer har en humoristisk inramning och har bland annat behandlat ämnen som kön, transsexualism, feminism, högerextremism och incelrörelsen.